# Fiber termination unit

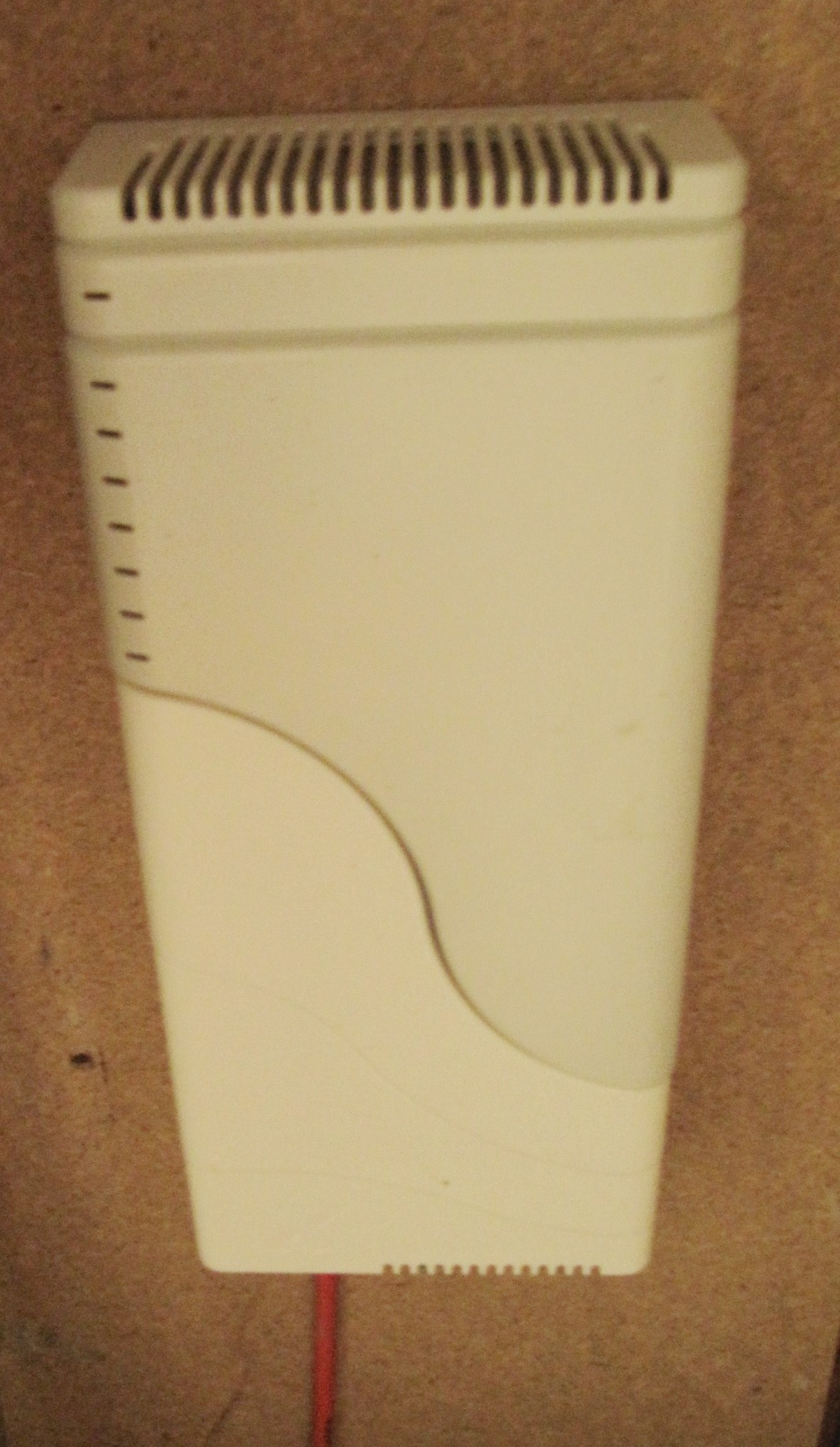
Oud type FTU (onder) met een afdekplaat op de plaats waar de NTU kan komen (boven)

Een Fiber Termination Unit (FTU) is een in Nederland gangbare benaming voor een wandcontactdoos die het abonnee-overnamepunt vormt tussen het glasvezelnetwerk van de netwerkprovider en het thuisnetwerk van de klant. De FTU is vergelijkbaar met het ISRA-punt van de telefoonkabel voor traditionele telecommunicatie en het AOP van de coaxkabel.

## Toepassing
Om de glasvezelaansluiting te kunnen gebruiken, wordt op de FTU een NTU (Network Termination Unit) aangesloten. Een NTU is een media converter dat de optische signalen omzet in elektrische signalen die nodig zijn voor de geleverde telecommunicatiediensten. De optische signalen worden bijvoorbeeld omgezet in een ethernet-signaal voor internettoegang. In de volksmond wordt een NTU ook wel een glasvezelmodem genoemd. 
De NTU scheidt met moderne glasvezeltechnieken zelden de verschillende VLAN's die gezamenlijk over één fysieke glasvezel gaan. Bij deze NTU's zijn voor de verschillende VLAN's doorgaans aparte aansluitingen op de NTU aangebracht. Zo kunnen de signalen op aansluiting 1 (bijvoorbeeld de telefoonaansluiting) voorrang krijgen op de signalen op aansluiting 2 (de internetaansluiting). Het overgrote deel van de internetproviders die op glasvezel leveren werken niet meer op deze manier.
Bij PON-verbindingen wordt er gebruik gemaakt van een zogenoemde ONT (Optical Network Terminator). Dit apparaat heeft geen extra functies voor de eindgebruiker maar op het technische vlak is dit apparaat tevens in staat om data te versleutelen. 
Op 27 juli 2021 publiceerde de Autoriteit Consument & Markt een nieuwe beleidsregel die de FTU als definitief eindpunt van het netwerk vaststelde. Dit heeft deuren geopend voor de consument om ook een eigen NTU of ONT te kunnen aansluiten, iedere internetprovider dient hier aan mee te werken.

## Plaatsing
In Nederlandse huishoudens is de FTU terug te vinden nabij de aansluitingen voor telefoon en kabeltelevisie, doorgaans in de meterkast of woonkamer. In het buitenland bevinden de FTU en NTU zich doorgaans in een afgesloten box (Optical Network Unit closure) aan de buitenmuur van een woning.

## Gangbare modellen
| Afbeelding   | Leverancier                                                    | In gebruik bij                                                                |
| ------------ | -------------------------------------------------------------- | ----------------------------------------------------------------------------- |
| ~            | PacketFront (FXP-10), nu onderdeel van Genexis                 | Reggefiber                                                                    |
|              | Genexis (FXP-100 of GN-02)                                     | Reggefiber, CIF, Glasvezel Rotterdam                                          |
|              | Tyco Electronics (UFTU-S1S2-N1-1-NL38)*, ook wel TY-01 genoemd | Reggefiber                                                                    |
|              | Twentse Kabel Fabriek (FTU-TK01)*                              | Reggefiber KPN Netwerk                                                        |
| Universe-100 | Genexis (Universe-100)*                                        | HSLnet, BoekelNet                                                             |
|              | Attema B.V. (CIF FTU)                                          | CIF, Cogas, CAI Harderwijk, Fryslân Ring REKAM, Open Dutch Fiber, DELTA Fiber |
|              | Tyco Electronics FTU                                           | Rekam, WeConnect Waalre                                                       |

- uFTU: Open standaard, meerdere leveranciers